# Grégoire Wyrouboff
Grégoire Wyrouboff (Moscou, 14 novembre 1843 - Paris 5e, 13 décembre 1913, français d'origine russe, est un philosophe positiviste du XIXe siècle, connu pour ses travaux sur la cristallographie. Disciple d'Auguste Comte, il était titulaire de la chaire d'histoire des sciences au Collège de France.

## Biographie
Né à Moscou, Grégoire Wyrouboff est élève en médecine et philosophie à l’université de Moscou. Il s'intéresse rapidement à la philosophie positiviste. Apparemment, son intérêt se révéle grâce aux conférences de littérature française donnée par Edmond Pommier au lycée de Saint-Pétersbourg où le jeune Grégoire Wyrouboff suit sa scolarité.
En 1865, Grégoire Wyrouboff suit en France les cours de philosophie positiviste d’Auguste Comte. Il rencontre bientôt Émile Littré, autre intellectuel inscrit dans la mouvance positivisme, avec lequel il collabore en fondant notamment, en 1867, la Revue La Philosophie positive, éditée jusqu'en 1883. C’est à cette époque qu’il publie La Science vis-à-vis de la religion (1865) et Auguste Comte et Stuart Mill (1866)[réf. nécessaire]. Il se porte volontaire pour soigner les blessés de la guerre contre la Prusse en 1870. 
En parallèle de ses contributions à la pensée positiviste, Wyrouboff effectue des recherches en cristallographie et en chimie. Son premier travail sur les substances colorantes de la fluorine paraît en 1866. Par la suite, il étudie des formes cristallines et de la structure des cristaux, il s'intéresse également à leurs conséquences sur les propriétés physiques. Scientifique très impliqué dans la détermination des formes primitives des polyèdres les plus compliqués, il réalise un grand nombre de cristallisations, cherchant un rapport entre la composition chimique et la forme cristalline, et publie son ouvrage Calculs cristallographiques.
Grégoire Wyrouboff est franc-maçon, il est le vénérable maitre qui le 8 juillet 1875 reçoit simultanément à Jules Ferry et Émile Littré dans la loge « La Clémente Amitié » du Grand Orient de France à l’Orient de Paris.
Grégoire Wyrouboff s'intéresse de près à l'isomorphisme. Vers 1879, il repense la loi de Mitscherlich et en conteste la généralité avant de limiter et reformuler la notion d'isomorphisme. Il effectue également de nombreuses recherches sur la polarisation rotatoire de la lumière par les cristaux. Son article La chimie des terres rares paraît en 1900 dans la Revue Scientifique ; « La nature » paraît en 1914 dans la Revue des sciences et de leur application à l’art et à l’industrie[réf. nécessaire]. 
Il se fait naturaliser en 1887, en 1889 est publié son Manuel pratique de Cristallographie dont un exemplaire signé de sa main est consultable en ligne. Curieux et apprécié de ses confrères russes, il est l'une des personnalités à faire un discours d'adieu à Tourguéniev le 1er octobre 1883, à la gare du Nord de Paris, avant que l'écrivain ne soit ramené en Russie pour y être enterré. Il édite les œuvres en dix volumes de son ami écrivain Alexandre Herzen de 1875 à 1879.
À la disparition de la Revue La Philosophie positive, en 1901, la Sorbonne lui prêta un laboratoire personnel où il s’adonne à ses travaux de chimie, physique et minéralogie. Ses recherches sur la cristallographie le font connaître du monde entier. Nommé à la chaire d’histoire générale des sciences du Collège de France en 1903, il y enseigne jusqu’à sa mort. Son libéralisme lui attire des attaques aussi bien que des amitiés sincères. Selon l'historienne B. Bensaude-Vincent, Wyrouboff, successeur de Charles Laffitte au Collège de France, vire comme lui au « positivisme religieux », et fait « du catéchisme plus que de l'histoire des sciences » .    
Il épouse le 8 juin 1895 à Paris, Sophie Léontine Richer, ils n'ont pas d'enfant. Grégoire Wyroubof meurt en décembre 1913 à Paris,.

## Œuvres

### Pensée positiviste
- Revue La Philosophie positive
- La Science vis-à-vis de la religion (1865)
- Auguste Comte et Stuart Mill (1866)

### Sciences
- Manuel de Cristallographie 1889

## Distinctions
Grégoire Wyrouboff reçoit plusieurs distinctions lors sa vie.
- Chevalier de la Légion d'honneur à titre militaire en 1873.
- Médaille commémorative de la guerre 1870–1871
- Ordre de Saint-Vladimir